# Platensina euryptera
Platensina euryptera är en tvåvingeart som först beskrevs av Mario Bezzi 1913.  Platensina euryptera ingår i släktet Platensina och familjen borrflugor. Inga underarter finns listade i Catalogue of Life.